# Winterdreieck

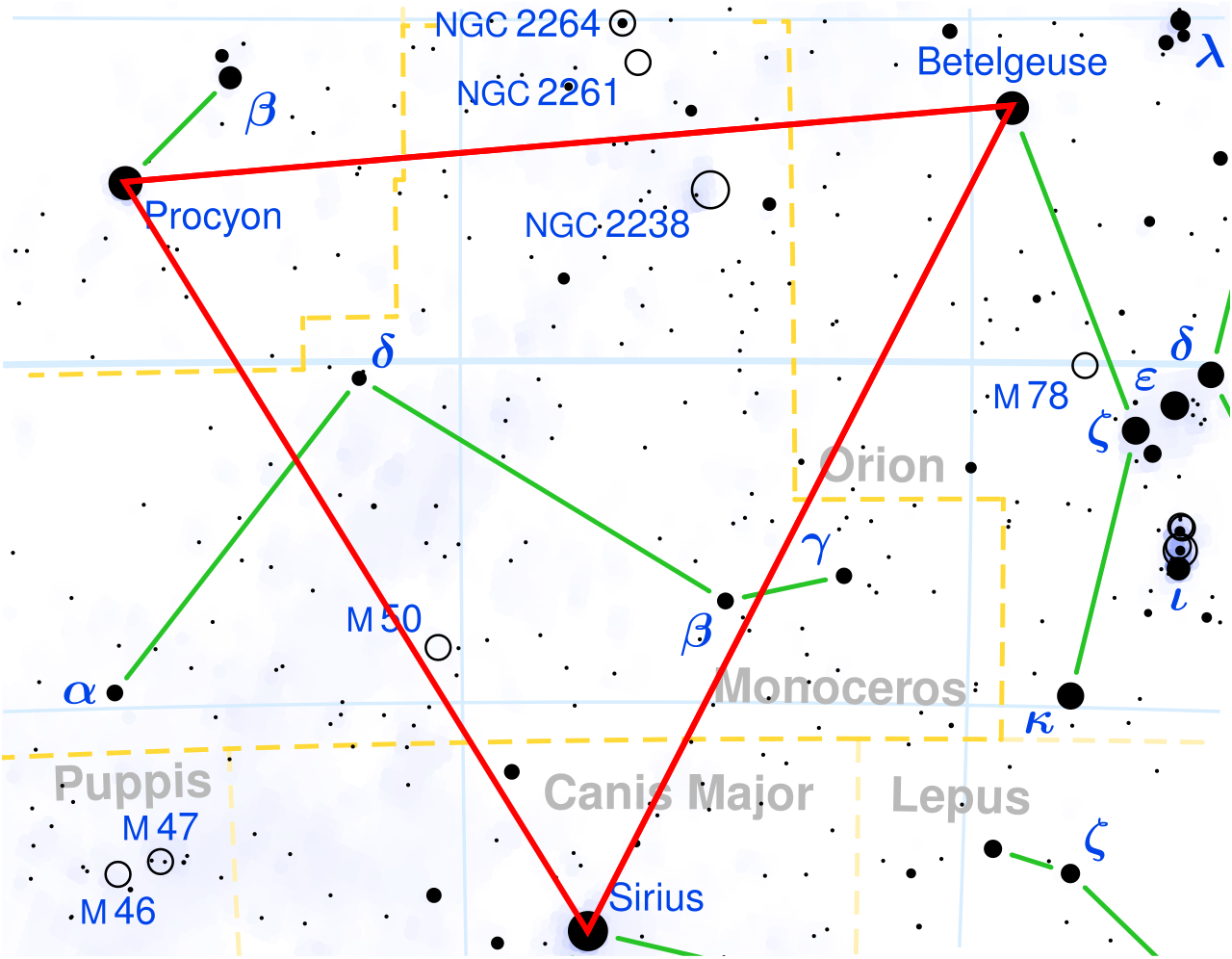
Das Winterdreieck

Das Winterdreieck, unten Sirius, links oben Prokyon und rechts oben Beteigeuze.

Das Winterdreieck ist die im Winter auf der nördlichen Hemisphäre sichtbare Konstellation der drei hellen Sterne Sirius, Prokyon und Beteigeuze in Form eines gleichseitigen Dreiecks. Es verbindet die Sternbilder Großer Hund, Kleiner Hund und den markanten Orion.
Im deutschsprachigen Raum ist der umfassendere Asterismus des Wintersechsecks häufiger in Gebrauch.